# أدولفو ريفيرا
أدولفو ريفيرا (بالإسبانية: Adolfo Rivera)‏ هو لاعب كرة قاعدة بنمي، ولد في 22 مايو 1982.